# Sam Griffiths
Sam Griffiths, född den 27 maj 1972 i Melbourne, är en australisk ryttare.
Han tog OS-brons i lagtävlingen i fälttävlan i samband med de olympiska tävlingarna i ridsport 2016 i Rio de Janeiro.